# Картер, Мэнли Ланиер
Мэ́нли Ла́ниер Ка́ртер (англ. Manley Lanier «Sonny» Carter, Jr.; 1947—1991) — астронавт НАСА. Совершил один космический полёт на шаттле: STS-33 (1989, «Дискавери»), полковник ВМС США.

## Личные данные и образование
Мэнли Картер родился 15 августа 1947 года в городе Мэйкон, штат Джорджия, но своим родным считает город Уорнер-Робинс, штат Джорджия, где в 1965 году окончил среднюю школу. Был женат на Дане Картер, у него остались две дочери.
Увлекался: спортивная борьба, теннис, гольф, любил старые кинофильмы. В 1969 году окончил Университет Эмори, штат Джорджия, получил степень бакалавра по химии, в 1973 году в этом же Университете получил звание доктора наук медицины. Картер проходил стажировку (интернатуру) по внутренней медицине в больнице «Грейди Мемориал» в Атланте, в том же штате..

## До НАСА
В июле 1974 года поступил на службу в ВМС США. Служил офицером медицинской службы на авиабазе Пенсакола во Флориде. С 1977 года проходил подготовку как летчик на авиабазе Бивиль, в Техасе, окончил обучение в апреле 1978 года. Был назначен Главврачом на авианосец «Форрестол».
В марте 1978 года прошел переподготовку на истребителе F-4 Phantom на авиабазе «Юма» в Аризоне. Служил на авиабазе «Бьюфорт» в Южной Каролине. В 1981 году участвовал в 9-месячном походе по Средиземному морю на авианосце «Форрестол». С сентября 1982 года по июнь 1984 года проходил обучение в Школе летчиков-истребителей ВМС США «Топган». Имеет налет более 3000 часов, выполнил более 160 взлетов и посадок на палубы авианосцев..

## Подготовка к космическому полёту
В мае 1984 года был приглашен в НАСА в качестве кандидата в астронавты в составе десятого набора. Начал прохождение курса общекосмической подготовки (ОКП) с июля 1984 года. По окончании обучения в июне 1985 года получил квалификацию «специалист полета» и назначение в Отдел астронавтов НАСА.

## Полёт в космос
Свой первый и единственный полёт Мэнли Картер совершил в ноябре 1989 года на шаттле «Дискавери» по программе STS-33 в качестве специалиста полета. Картер был готов, в случае необходимости, к выходу в открытый космос. Это был 5-й старт для Министерства обороны США. Основная задача полета — выведение на орбиту разведывательного спутника «Магнум» (разведывательный спутник, выводимый на стационарную орбиту, назначение — радиоперехват и слежение за ракетами). Из-за военного характера экспедиции детали полёта засекречены. Продолжительность полёта составила 5 дней 0 часов 8 минут.
Общая продолжительность полётов в космос — 5 дней 0 часов 8 минут.

## После полёта
Ещё до гибели был назначен в экипаж STS-42 специалистом полета в рамках программы IML-1.

## Гибель
Картер погиб 5 апреля 1991 в авиакатастрофе самолета EMB-120 «Юго-Восточной Атлантической Авиакомпании», рейс 2311, около города Брансуик, штат Джорджия. Он был на борту самолета в командировке по делам НАСА. Его имя увековечено на «Космическом зеркале» — Мемориале в память о всех погибших астронавтах, расположенном в Космическом центре имени Кеннеди, в Мерритт-Айленде, штат Флорида. Картер стал первым астронавтом, кто был именно добавлен в этот список, после открытия Мемориала в 1991 году. В 2003 году были добавлены члены экипажа шаттла Челленджер, STS-107.
Среди погибших в этой авиакатастрофе был Джон Тауэр — сенатор США от Техаса.

## Награды и премии
Награждён: Медаль «За космический полёт» (1989) и многие другие.